# Magnus Erlingmark
Magnus Erlingmark (Jönköping, 8 giugno 1968) è un ex calciatore svedese, di ruolo difensore.

## Biografia
È padre di August Erlingmark, anch'egli calciatore.

## Palmarès
- Campionato svedese: 4

IFK Göteborg: 1993, 1994, 1995, 1996